# Anthony Cervantes
Anthony Aldair Cervantes Pavón (La Lima, Cortés, Honduras, 10 de agosto de 1997) es un futbolista hondureño. Juega como defensa y su actual club es el Platense de la Liga Nacional de Honduras.

## Clubes
| Club     | País     | Año             |
| -------- | -------- | --------------- |
| Platense | Honduras | 2017 - Presente |

## Estadísticas
| Club                | Temporada           | Liga  | Liga  | Copa Nacional | Copa Nacional | Copa Internacional | Copa Internacional | Total | Total |
| Club                | Temporada           | Part. | Goles | Part.         | Goles         | Part.              | Goles              | Part. | Goles |
| ------------------- | ------------------- | ----- | ----- | ------------- | ------------- | ------------------ | ------------------ | ----- | ----- |
| Platense Honduras   | 2016-17             | 1     | 0     | -             | -             | -                  | -                  | 1     | 0     |
| Platense Honduras   | 2017-18             | 0     | 0     | -             | -             | 0                  | 0                  | 0     | 0     |
| Platense Honduras   | 2018-19             | 0     | 0     | -             | -             | -                  | -                  | 0     | 0     |
| Platense Honduras   | 2019-20             | 10    | 0     | -             | -             | -                  | -                  | 10    | 0     |
| Platense Honduras   | 2020-21             | 10    | 0     | -             | -             | -                  | -                  | 10    | 0     |
| Platense Honduras   | Total               | 21    | 0     | 0             | 0             | 0                  | 0                  | 21    | 0     |
| Total en su carrera | Total en su carrera | 21    | 0     | 0             | 0             | 0                  | 0                  | 21    | 0     |

## Palmarés

### Campeonatos nacionales
| Título           | Club     | País     | Año  |
| ---------------- | -------- | -------- | ---- |
| Copa de Honduras | Platense | Honduras | 2018 |